# Adam Helms (Pastor)
Adam Helms, auch latinisiert Helmsius (* 18. Juli 1579 in Lübeck; † 27. Mai 1653 ebenda) war ein deutscher evangelisch-lutherischer Geistlicher, Hauptpastor der Lübecker Petrikirche und Senior.

## Leben
Adam Helms stammte aus einer Kaufmannsfamilie, die seit der zweiten Hälfte des 16. Jahrhunderts in Lubeck nachweisbar ist. Sein Vater Jürgen Helms wollte ihn nach Danzig in eine Kaufmannslehre schicken. Seine Verwandten überzeugten ihn jedoch, Adam zu seinem Onkel nach Riga zu geben. Dort bildete er sich so weit fort, dass er 1601 an der Universität Wittenberg ein Studium beginnen konnte. Als 1603 sein Vater starb, musste er zunächst nach Lübeck zurückkehren, konnte jedoch im Januar 1604 sein Studium an der Universität Rostock wieder aufnehmen. 1607 graduierte er zum Magister.
1610 wurde er zum Diaconus der Lübecker Jakobikirche berufen. 1613 wechselte er als Hauptpastor an die Petrikirche und wurde daneben 1625 Senior des Geistlichen Ministeriums. In der Zeit der Vakanz der Superintendentur zwischen Nikolaus Hunnius und Menno Hanneken war er von 1643 bis 1646 der leitende Geistliche der Evangelisch-Lutherischen Kirche in Lübeck. Am 31. August 1646 leitete er die Einweihung der neuen St.-Jürgen-Kapelle.
Zusammen mit den anderen an der Gründung Lübecker Stadtbibliothek beteiligten Pastoren, Mitgliedern des Rates und Lehrern des Katharineums findet sich sein Name und Wappen am 1619 geschaffenen umlaufenden Fries der Regale im heutigen Scharbausaal.
An ihn erinnerte ein ganzfiguriges, von Zacharias Kniller gemaltes Pastorenbild in der Petrikirche (Höhe 2,84 m, Breite 1,69 m). Die lebensgroße Figur stand in einem perspektivischen Säulengang toskanischer Ordnung. Über den oberen Teil der Bildtafel war eine Kartusche gemalt mit vier lateinischen Distichen und den Lebensdaten.  Es hing zunächst rechts neben dem Altar und später rechts neben der Orgel, wo es beim Luftangriff auf Lübeck in der Nacht zum Palmsonntag 1942 verbrannte.
Adam Helms war verheiratet in erster Ehe mit Sophia Glambeck, Tochter des Predigers Martin Glambeck, in zweiter Ehe mit Christina Hagedorn, einer Tochter des Kaufmanns Hinrich Hagedorn. Seine Tochter Christine heiratete Joachim Wendt (1619–1684), seit 1647 Pastor am Lübecker Dom, und war die Mutter des Pastors Christoph Wendt. Seine andere Tochter Anna heiratete den Lehrer am Katharineum zu Lübeck  Justus Tribbechov (1608–1674) und wurde die Mutter des Pastors Adam Tribbechov. Sein Sohn David Helms (1624–1680) wurde 1657 Prediger an der Jakobikirche.
Durch seinen Enkel Heinrich Helms, Apotheker in Hadersleben, gelangte ein Zweig der Familie nach Dänemark. Zu seinen Nachfahren daraus zählt der Jurist und Politiker Emil Helms.

## Schriften
- De Concilis. Rostock 1607
- Unterricht und Trost für schwangere und gebährende Frauen, vor, in, und nach der Geburt, samt vielen schönen Gebätern. Lübeck 1645